# Bhagwant Nagar
Bhagwant Nagar è una suddivisione dell'India, classificata come nagar panchayat, di 6.166 abitanti, situata nel distretto di Unnao, nello stato federato dell'Uttar Pradesh. In base al numero di abitanti la città rientra nella classe V (da 5.000 a 9.999 persone).

## Geografia fisica
La città è situata a 26° 13' 60 N e 80° 45' 0 E e ha un'altitudine di 126 m s.l.m..

## Società

### Evoluzione demografica
Al censimento del 2001 la popolazione di Bhagwant Nagar assommava a 6.166 persone, delle quali 3.283 maschi e 2.883 femmine. I bambini di età inferiore o uguale ai sei anni assommavano a 882, dei quali 487 maschi e 395 femmine. Infine, coloro che erano in grado di saper almeno leggere e scrivere erano 3.546, dei quali 2.142 maschi e 1.404 femmine.